# Manfred Hanglberger

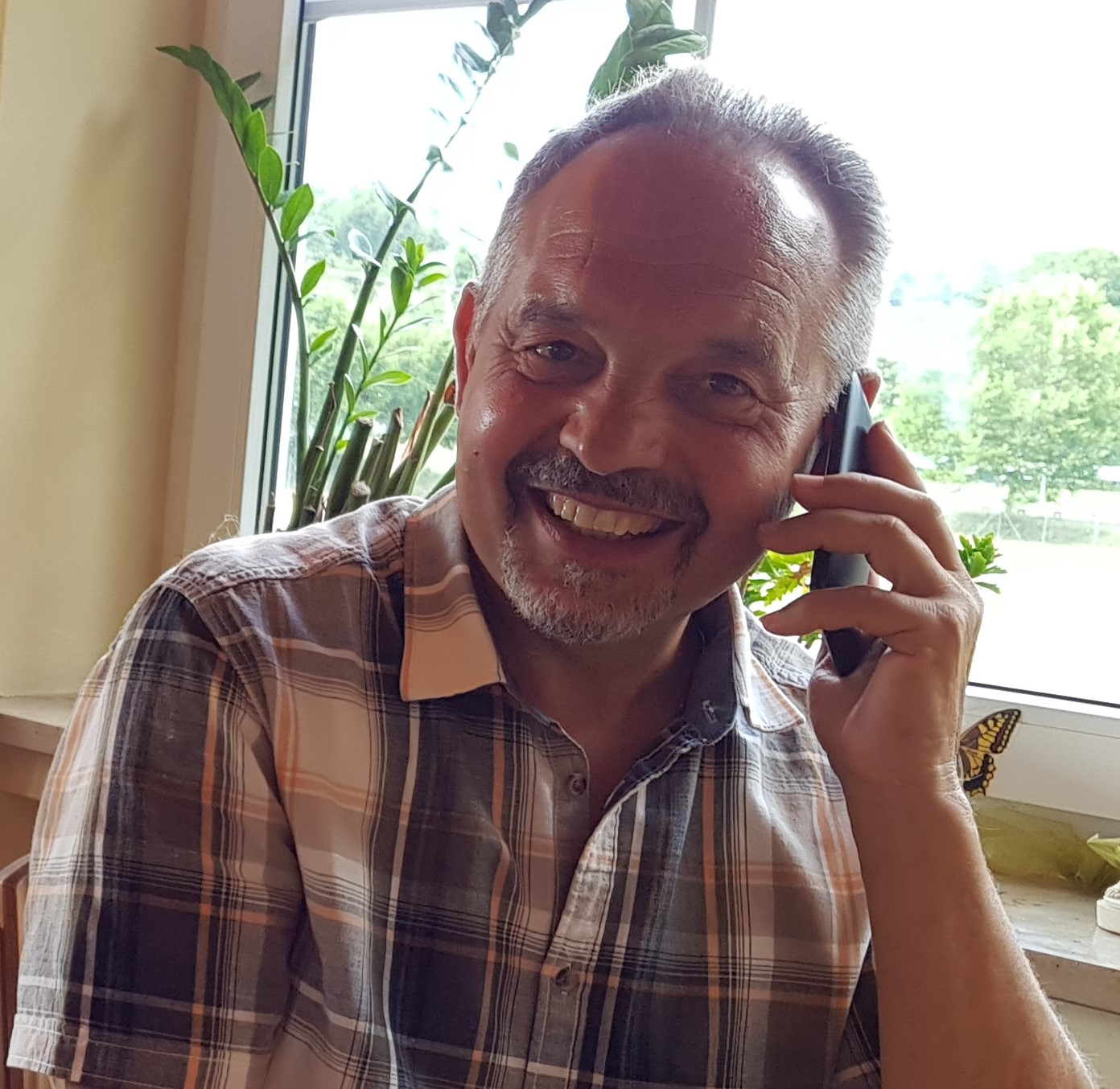
Manfred Hanglberger

Manfred Hanglberger (* 8. Februar 1952) ist ein deutscher römisch-katholischer Priester und Familientherapeut.

## Werdegang
Hanglberger studierte Philosophie und Theologie, wurde am 24. Juni 1978 im Dom zu Regensburg von Bischof Rudolf Graber zum Priester geweiht und arbeitete als Priester, unter anderem, im Bischöflichen Studienseminar Straubing, in Pirkensee, in Nittendorf und in Wörth, und als Familientherapeut.
Studiumsbegleitend war er drei Jahre in der Telefonseelsorge Regensburg engagiert.
In seiner Zeit in Straubing wurde er von Ordinariat Regensburg zum Diözesankaplan der Christlichen Arbeiterjugend (CAJ) bestellt. Gleichzeitig war er als Berater für Kriegsdienstverweigerer im Auftrag des Ordinariats tätig.
Hanglberger verfasste mehrere theologische Abhandlungen, pastorale und therapeutische Texte sowie moderne Gebete. Er setzt sich für einen verantworteten Glauben in der heutigen Welt ein. Hierzu schrieb er Leben in Fülle und Die Liebe in die Welt tragen.
Mit seinen Familienaufstellungen und Vorträgen unterstützt Hanglberger Menschen in schwierigen Lebenssituationen und hilft ihnen Wege zu einem erfüllten und sinnvollen Leben aufzuzeigen.
Vor allem der Zusammenhang des modernen naturwissenschaftlichen Weltbildes und der psychologischen Erkenntnisse unserer Zeit mit einer zeitgemäßen Spiritualität sind ihm ein Anliegen, dabei ist ihm besonders die Polarität von Rationalität und Spiritualität wichtig, so schrieb er Geburt des ICH.
Ein wichtiges Anliegen ist ihm der Tierschutz bzw. eine neue Beziehung zu den Tieren. So schrieb er Religiöser Ritus für eine Tierbestattung.
Seit 1993 hielt er Schöpfungsgottesdienste mit Tiersegnung ("auch Tiere sind Geschöpfe Gottes").
1982 erstellte er die Unterlagen für Gruppen- und Jugendgottesdienste für die Weihnachtsaktion Adveniat „Gerechtigkeit schafft FRIEDEN“.
1985 wurde Hanglberger als Referent für den Grundkurs „Mission-Entwicklung-Frieden“ vom Bistum Regensburg beauftragt.
1987 unterstützte er öffentlich die Arbeiter zum Erhalt des Eisenwerks in Maxhütte-Haidhof.
1992 und 1993 war er als Referent bei den Tagen der Orientierung beim Aktionskreis Regensburg (AKR)

## Veröffentlichungen
- Signale des Unbewussten, Pustet-Verlag, Regensburg 1999. ISBN 978-3-7867-8312-1
- Geburt des ICH, Pustet-Verlag, 4. Auflage 2008. ISBN 978-3-8367-0354-3
- Wenn Liebe Leiden schafft, Pustet-Verlag 2004. ISBN 978-3-7867-8483-8
- Ich bin schuld, Pustet-Verlag 2005. ISBN 978-3-7867-8485-2
  - Én vagyok a hibás!, (Ungarische Übersetzung "Ich bin schuld!"), Bioenergetic-Verlag, Budapest 2007. ISBN 978-9-6396-5244-6
- Ich bin zornig – und das ist gut so! Wut verstehen und nutzen, Pustet-Verlag 2003. ISBN 978-3-7867-8482-1
- Tränen, die heilen: Neue Wege der Trauerarbeit, Pustet-Verlag 2010. ISBN 978-3-7867-8484-5
- Bin ich denn nichts wert? Selbstwertgefühl und Lebensfreude stärken, Pustet-Verlag 2003. ISBN 978-3-7867-8481-4
- Sinnvoll leben, PKevelaer Verlags-Gemeinschaft, 2010. ISBN 978-3-8367-0745-9
- Leben in Fülle (Thematische Wortgottesdienste), Pustet-Verlag 2004. ISBN 978-3-7917-1879-8
- Die Liebe in die Welt tragen – Ein Kreuzweg für Kinder, Pustet-Verlag 2016. ISBN 978-3-7917-2769-1